# Carl Haglund
Pour les articles homonymes, voir Haglund.
Carl Christoffer Haglund (né le 29 mars 1979 à Espoo) est un homme politique finlandais, membre du Parti populaire suédois (SFP).

## Biographie
Il est élu au Parlement européen lors des élections européennes de 2009. En 2012, il remplace Stefan Wallin à la présidence du SFP en juin, puis en tant que ministre de la Défense en juillet. Il occupe ce poste jusqu'en mai 2015.
Lors des élections législatives d'avril 2015, il est élu à la Diète nationale avec 21 468 voix de préférence dans la circonscription d'Uusimaa, soit le meilleur résultat pour un candidat de son parti et le troisième dans la circonscription derrière le Premier ministre sortant Alexander Stubb et le dirigeant des Vrais Finlandais, Timo Soini.
En juillet 2016, il quitte son siège de député pour rejoindre l'entreprise chinoise Sunshine Kaidi New Energy Group.